# Jamaaladeen Tacuma
Jamaaladeen Tacuma, es el nombre adoptado por Rudy McDaniel (Long Island, Nueva York, 11 de junio de 1956), un bajista estadounidense de jazz, de estilo funky, especializado en el stick. 

## Historial
Muy atraído por las bandas de soul de los años 1960 y la música de James Brown y Stevie Wonder, comienza a actuar como cantante en un grupo escolar, aunque pronto se pasa a tocar el bajo eléctrico (también aprende contrabajo clásico). La influencia de la Mahavishnu Orchestra y, sobre todo, de Stanley Clarke, le llevan a debutar como profesional, con Charles Earland, en 1973, acompañando después a cantantes de rhythm and blues. En 1976, entra a trabajar con Ornette Coleman, en su "Prime Time Band", grabando con ellos varios discos y trasladándose a París. En el grupo, coincide con Ronald Shannon Jackson. es en esta época cuando se convierte al Islam y cambia su nombre. Antes de acabar la década, y ya de vuelta a Nueva York, formará los grupos "Jamaal" (banda "harmolódica") y "Cosmetic", esta última una banda de funk. A la vez, desarrolla experiencias paralelas en dúo o en trío, con Max Roach y Carlos Santana, acompañando a poetisas, o con Jeff Beck, que quedan todas ellas registradas.
En 1981 gana el poll de bajistas de la revista Down Beat y, en 1982, aparece su primer disco como líder, Show Stopper, con un cuarteto de cuerda y una cantante de ópera, entre otros músicos. En las décadas siguientes, edita nuevos discos, tanto en solitario como con su grupo "Jamaal", en los que colaboran Ornette Coleman, David Murray, Kazumi Watanabe y otros.
Tacuma mantiene un estilo funky, adaptado según él a los principios "harmolódicos" de Coleman, con un gran control de slap, impecable rítmicamente, con acentos muy sincopados, creando un clima muy fácil de reconocer.

## Discografía seleccionada

### Como líder
- Show Stopper (1983; Gramavision)
- Renaissance Man (1984; Gramavision)
- Music World (1986)
- Jukebox (1988; Gramavision)
- Boss of the Bass (1991; Gramavision)
- Sound Symphony (1992)
- Dreamscape (1996; DIW)
- Groove 2000 (1998; Zyx)
- Brotherzone (1999)
- Flavors Of Thelonious Monk Reloaded (2007; Extraplatte)
- Coltrane Configurations (2009; Jazzwerkstatt)
- For The Love Of Ornette (2010; Jazzwerkstatt)

### Con el grupo "Cosmetic"
- Get Ready - Put It On (Gramavision)
- Cosmetics - Rough Complexion (Rough Trade)
- (In The) Nightlife (Gramavision)
- So Tranquilizin' (1984; Gramavision)

### Con Ornette Coleman
- Dancing in Your Head (1975; A&M)
- Body Meta (1976; Artists House)
- Of Human Feelings (1982; Antilles)
- Opening the Caravan of Dreams (1985; Caravan of Dreams)
- In All Languages (1987; Caravan of Dreams)